# 文精
文精（1937年10月—2023年5月3日），男，蒙古族，内蒙古呼和浩特人，中华人民共和国政治人物，曾任国家民族事务委员会副主任，中共十三大代表，第八、九届全国政协委员。